# IMOCA

Ropeye. En kappseglingsbåt i IMOCA 60 klassen. Ystads hamn 2017.

IMOCA - International Monohull Open Class Association är en organisation vars huvuduppgift är att organisera regattor för enmans havsracingbåtar. 
IMOCA har utformat klassbestämmelserna för 60-fots havsracingbåtar, IMOCA 60. IMOCA organiserar världsmästerskapet Ocean Masters och är sanktionsmyndigheten för Barcelona World Race. 
IMOCA grundades 1991 och är sedan 1998 medlem av ISAF International Sailing Federation.

## IMOCA Regattor
- Rolex Fastnet Race
- Vendée Globe
- World Sailing
- Route du Rhum
- Transat Jacques Vabre